# 喀布爾戰役 (2021年)
喀布爾战役，也称为喀布尔陷落，中國大陸有时稱之為喀布尔时刻，是指2021年塔利班攻占阿富汗首都喀布爾的軍事活動。自2021年5月起塔利班對阿富汗政府發動攻勢，並在8月15日下午占领阿富汗首都喀布爾，推翻了由以美国为首的西方国家扶持的阿富汗伊斯兰共和国，阿富汗伊斯蘭共和國代理內政部長阿卜杜勒·萨塔尔·米尔扎克瓦尔宣佈向塔利班和平移交政權，幾天後塔利班恢復阿富汗伊斯蘭酋長國。

## 背景
塔利班在攻佔喀布爾前，已陸續佔領數十個省府城市，並在所有省份建立武裝力量。

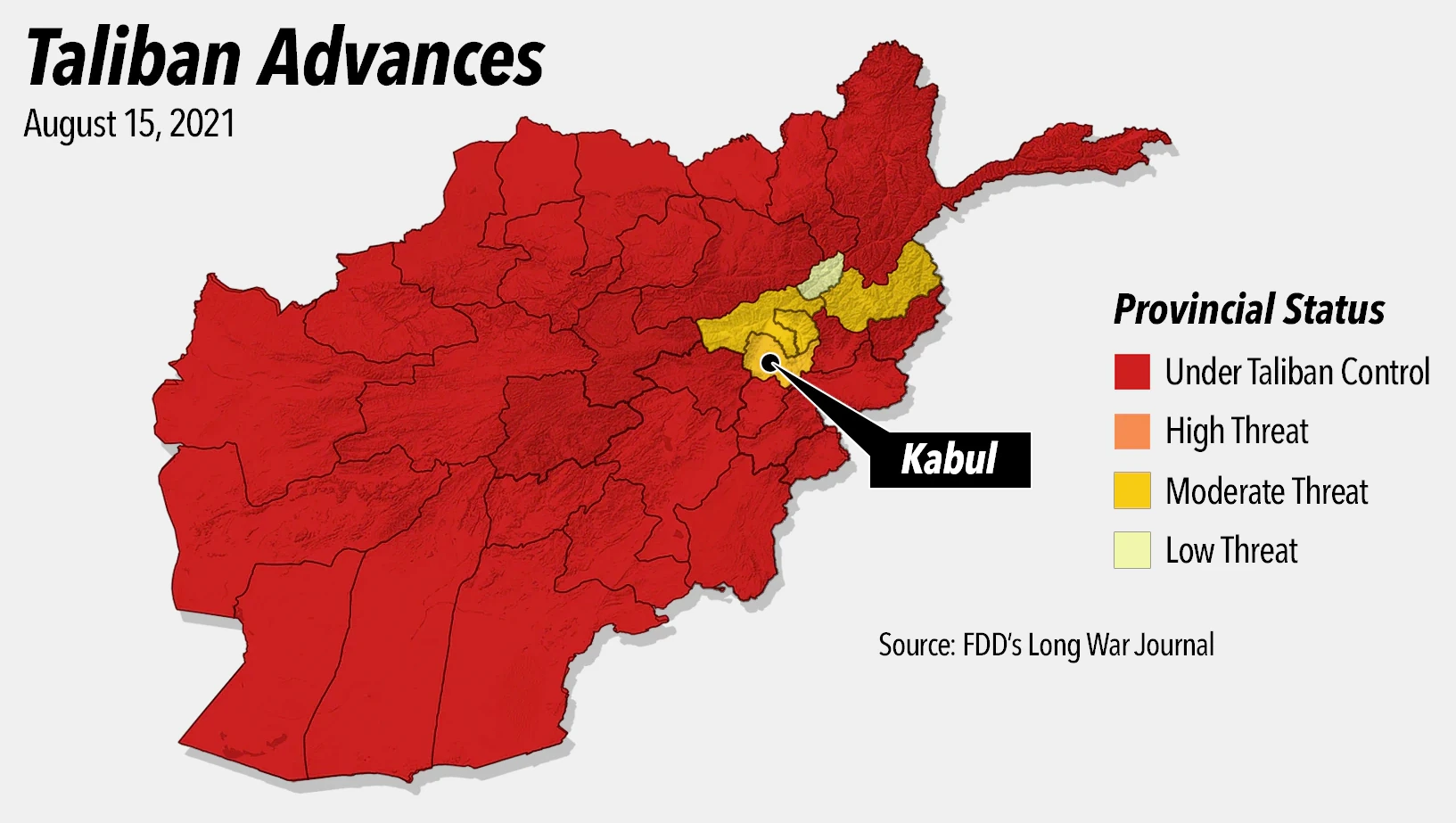
攻佔喀布爾前的阿富汗局勢

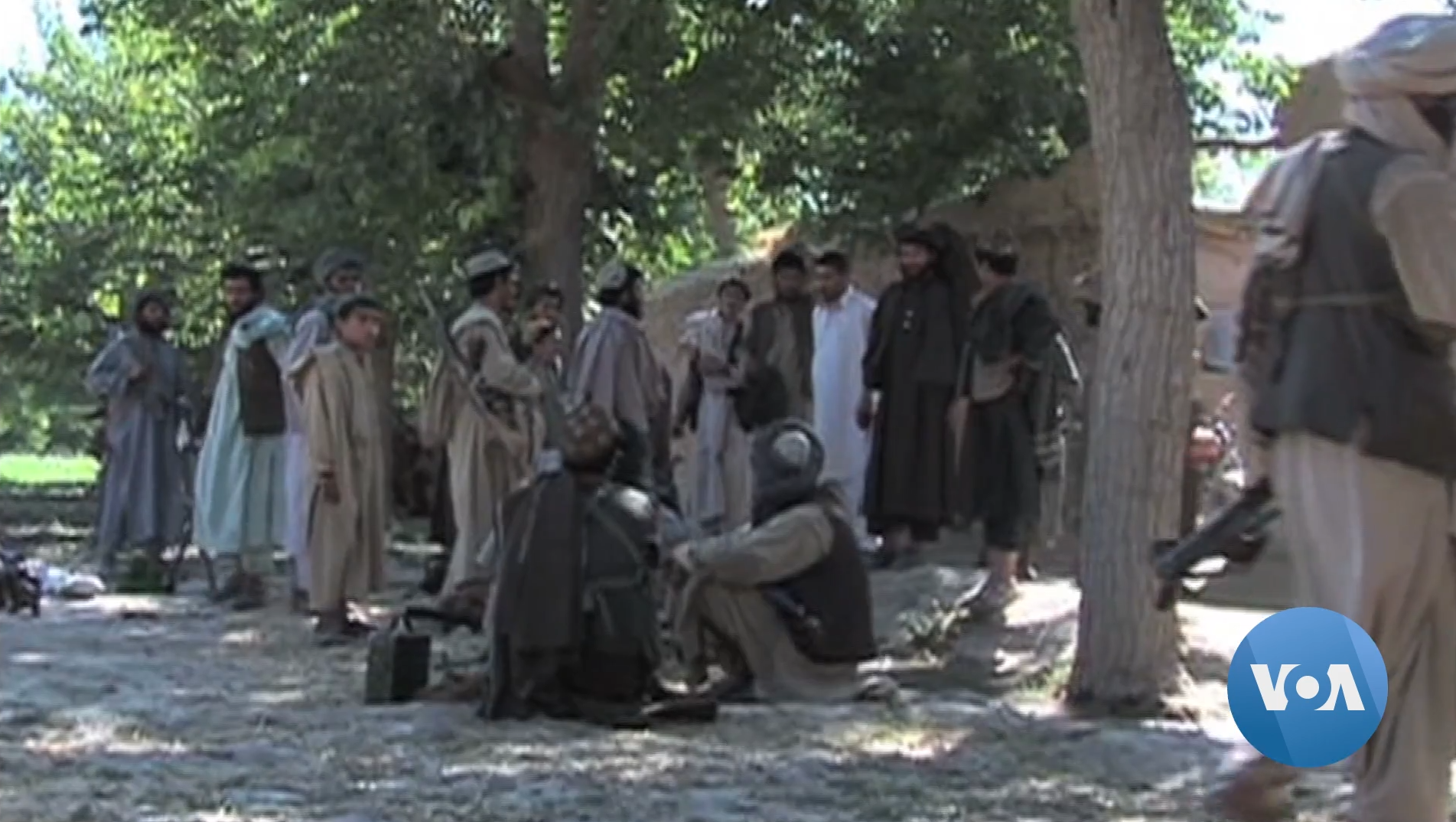
2021年塔利班攻势中的武装分子

8月12日，包括中印美在內的12國與聯合國和歐盟發佈聯合聲明，稱如果塔利班通過武力奪取政權將不會承認新成立的阿富汗政府。
8月14日，美国总统乔·拜登授权部署5,000名美国军队，确保军事人员有序、安全地撤出美国人员和其他盟国人员，其中包括来自美國陸軍第82空降師的1,000名新批准的士兵。

## 經過
8月15日下午，塔利班从四面八方攻入阿富汗首都喀布爾，控制喀布爾大學，並與阿富汗政府談判，要求後者和平投降。同日，东部城市贾拉拉巴德的阿富汗政府军不战而降，塔利班在马扎里沙里夫也几乎没有遭遇抵抗就控制了通往阿富汗内陆的主要高速公路。塔利班接管与巴基斯坦边境的哨所，使得喀布尔机场成为离开阿富汗但仍掌握在政府手中的唯一途径。阿富汗总统阿什拉夫·加尼·艾哈迈德扎伊没有立即就局势发表任何消息，只表示他正在与当地领导人和国际合作伙伴就局势进行紧急磋商。美國駐喀布爾的核心團隊成員则將工作地點轉到喀布爾機場，留在喀布爾的美國大使館人員低於50人。而其他國家駐喀布爾大使館正在「以有限人力在合適地點運作」。
阿富汗代理內政部長米爾薩瓦爾當日宣布：「政權將和平轉移，安全部隊會確保喀布爾安全」。而阿富汗總統加尼將會在幾小時內宣布辭職，並且與塔利班的臨時政府相對接。
塔利班領導人下令在喀布爾避免使用暴力或者傷害平民，並讓任何選擇離開的人安全離開。他還要求婦女前往受到保護的地區，並且要求塔利班的部隊暫緩進入喀布爾城。
阿富汗總統阿什拉夫·甘尼·艾哈邁德扎伊在首都即將淪陷時在總統府安保人員保護下前往機場，随后逃往塔吉克斯坦。加尼將與塔利班在卡塔爾舉行談判，討論政權轉移問題。塔利班於同日晚間進入喀布爾以及阿富汗總統府，阿富汗伊斯兰共和国实质上终结。
8月16日上午，阿富汗伊斯蘭共和國總統加尼發表聲明，表示自己目前已逃往外国。阿富汗全民陷入恐慌，喀布爾市區道路混亂，銀行湧現擠兌潮，機場擠爆逃亡的平民。下午，塔利班正式宣布將建立「阿富汗伊斯蘭酋長國」，並向所有人保證，不會有外交機構或其任何總部成為攻擊目標，新政權將為公民和外交使團提供安全保障。
8月18日，已經宣告逃亡的阿富汗總統加尼證實其已抵達阿拉伯聯合大公國，展開流亡生涯。

## 影响

### 政权影响

#### 阿富汗伊斯蘭共和國政府方面
2021年8月17日，阿富汗第一副總統阿姆魯拉·薩利赫宣布依據《阿富汗憲法》就任看守總統，稍後與艾哈邁德·沙阿·馬蘇德之子艾哈邁德·馬蘇德聯手，於北方聯盟所控制的潘傑希爾，組成民族抵抗阵线，並宣示將持續對抗目前塔利班政權。而目前阿富汗國民軍的殘餘力量在艾哈邁德·馬蘇德的鼓舞下，集結在潘傑希爾山谷，並成功奪回先前由塔利班所佔領之帕爾旺省首府恰里卡爾，預備與目前佔領喀布爾的塔利班政權進行長期對決。

### 社会影响
塔利班下令释放在阿富汗所有监狱的政治囚犯。阿富汗军队在将巴格拉姆空军基地移交给塔利班后，该基地内关押的5,000名囚犯被全数释放。塔利班也宣布大赦所有阿富汗伊斯蘭共和國政府官员，并要求他们重返工作岗位，并对妇女和少数民族保持宽容和包容。2022年，联合国报告发现，自2021年8月15日塔利班接管阿富汗以来，已有100多名前阿富汗政府和联盟成员丧生，超过三分之二的受害者据称是被塔利班或其附属机构法外处决的。联合国秘书长古特雷斯表示，人权捍卫者和媒体工作者依然继续「受到攻击、恐吓、骚扰、任意逮捕、虐待和杀戮」。
塔利班官员宣布禁止在公共场合演唱音乐，理由是其不符合伊斯兰教义。喀布尔市的店铺播放的音乐全面停止，广播电台改为只播放伊斯兰的音乐。阿富汗国家音乐学院 (ANIM) 宣布停止运作，该学院的管弦乐队曾在国内外为大量观众演出。在塔利班占领喀布尔后，塔利班官员曾扬言将关闭该学校。一些学生也将乐器交回给学院保管，以避免在家中被塔利班官员搜获。在该政策的著名例子中，巴格兰省一名阿富汗民谣歌手因为触犯条例而被枪杀。
尽管塔利班承诺将在伊斯兰法律规范范围内尊重女性的权利，并允许她们可以根据伊斯兰法律接受教育与工作。但塔利班禁止在阿富汗的电视和广播频道上播放女性的声音。在塔利班于8月15日接管阿富汗后，阿富汗媒体也陆续撤掉她们的女性主播和记者人员。在喀布尔市的商店，工作人员将印有女性照片的广告涂消。虽然塔利班承诺会重新开放了学校，但在很多情况下，女性学生依然无法重返课堂。

### 金融影响
8月19日，国际货币基金组织（FMI）宣布暂停执行给阿富汗提供贷款的计划，同时表明禁止塔利班获得阿富汗政府在海外的储备或其他基金资源。

## 撤僑逃離潮

### 机场撤离
中華人民共和國政府自6月19日起多次下達撤僑令（且要求5月27日至12月31日「中國公民暂勿前往阿富汗」），在7月2日派出一架廈門航空包机撤离滞留阿富汗的210名中国公民，7月29日发表公告稱「中国公民如坚持留阿，将面临极高安全风险，因此产生的一切后果由个人承担。」8月15日政權易主當天，中华人民共和国驻阿富汗伊斯兰共和国大使馆並未再發撤僑令，僅稱「要求阿各派」务必保障在阿中国公民、机构、利益安全，及「与在阿中国公民保持密切联系」，並稱「目前所有中国人员安全」。
美利堅合眾國與部分北約成員在15日政權易主後繼續控制喀布爾機場作為新集合點。大量阿富汗難民于8月15日湧入喀布爾機場试图逃离塔利班的统治，造成混乱，导致机场停运，美国官员宣布有7名阿富汗平民在逃難潮中死亡。8月16日，喀布爾機場宣布恢复运作，塔利班在机场附近设置警戒线，阻止人们进入喀布尔机场航站楼，并一直鸣枪示警，让人们远离该地区。数以千名希望逃离阿富汗人继续涌入喀布尔机场，美国军队对此向空中鸣枪示警，当日有5人死亡。美国军方官员表示，美军至少击毙了两名武装人员，他们在机场安全警戒区接近美国人并挥舞武器，並有數人從美軍飛機上摔下死亡，另有一名美军人员受伤。立場新聞引述外媒报道當中称有2名持械人士接近美軍時被擊斃；3人在軍機起飛時爬上機身但倒地被輾死；3人爬上軍機但從半空掉落地面死亡。俄罗斯卫星通讯社援引当地机场留守的阿富汗安全部队人士的话称，美军为维持秩序而向人群开枪，致数人死亡。阿富汗传媒巨头、黎明新闻母公司莫比集团首席执行官萨阿德·穆赫辛尼发布的视频显示，现场枪声四起，还有机枪开火的声音。在机场内，现场有阿富汗人试图乘美军机逃离而堵塞跑道。由于无法控制失控人群，有美军驾驶武装直升机冲向人群为运输机开路。事件导致机场再次延误，不过几个小时后，疏散航班于晚上恢复。
8月17日，塔利班允许平民从阿富汗撤离的「安全通行」，让他们加入由美国指挥的喀布爾機場的空运行动。由於機場周圍人滿為患，並需要開始展開接送，急忙撤僑的場面十分混亂。同日，美国官员与塔利班指挥官就避免机场冲突的问题进行交谈。但不到24小时，塔利班被指违反开放「安全通行」的诺言，阻止希望撤离的民众接近喀布爾機場。截至8月19日，喀布爾機場的混亂局面已導致40人死亡。
8月26日，喀布爾国际机场發生自殺式炸彈襲擊，導致至少103人死亡，包括13名美軍人員。同時導致至少140人受傷。恐怖組織伊斯蘭國呼羅珊省宣称策劃這次事件。

### 边境撤离
2021年8月16日，来自阿富汗的22架战机和24架军用直升机载有585名军人流亡至乌兹别克斯坦 。

## 争议

### 阿富汗飞机在乌兹别克斯坦坠毁
2021年8月16日 ，一架阿富汗军用飞机在乌兹别克斯坦边境内坠毁，乌兹别克斯坦当局就事故原因发布了相互矛盾的报告。乌兹别克斯坦国防部最初表示，它正在研究乌兹别克斯坦东南部与阿富汗接壤的苏尔汉河省首府铁尔米兹地区坠毁的视频和报告，但没有详细说明。8月17日，俄罗斯新闻社报道称，乌兹别克斯坦的防空系统已经击落了这架阿富汗飞机。几小时後，乌兹别克斯坦总检察长办公室发表声明说，一架阿富汗军用飞机在一架乌兹别克飞机护送下前往蘇爾漢河州的铁尔梅兹机场时相撞坠毁，引起争议。乌兹别克斯坦总检察长办公室后来紧急撤回有关声明，并为自己发表「仓促」声明公开道歉。 